# Sorana Cîrstea

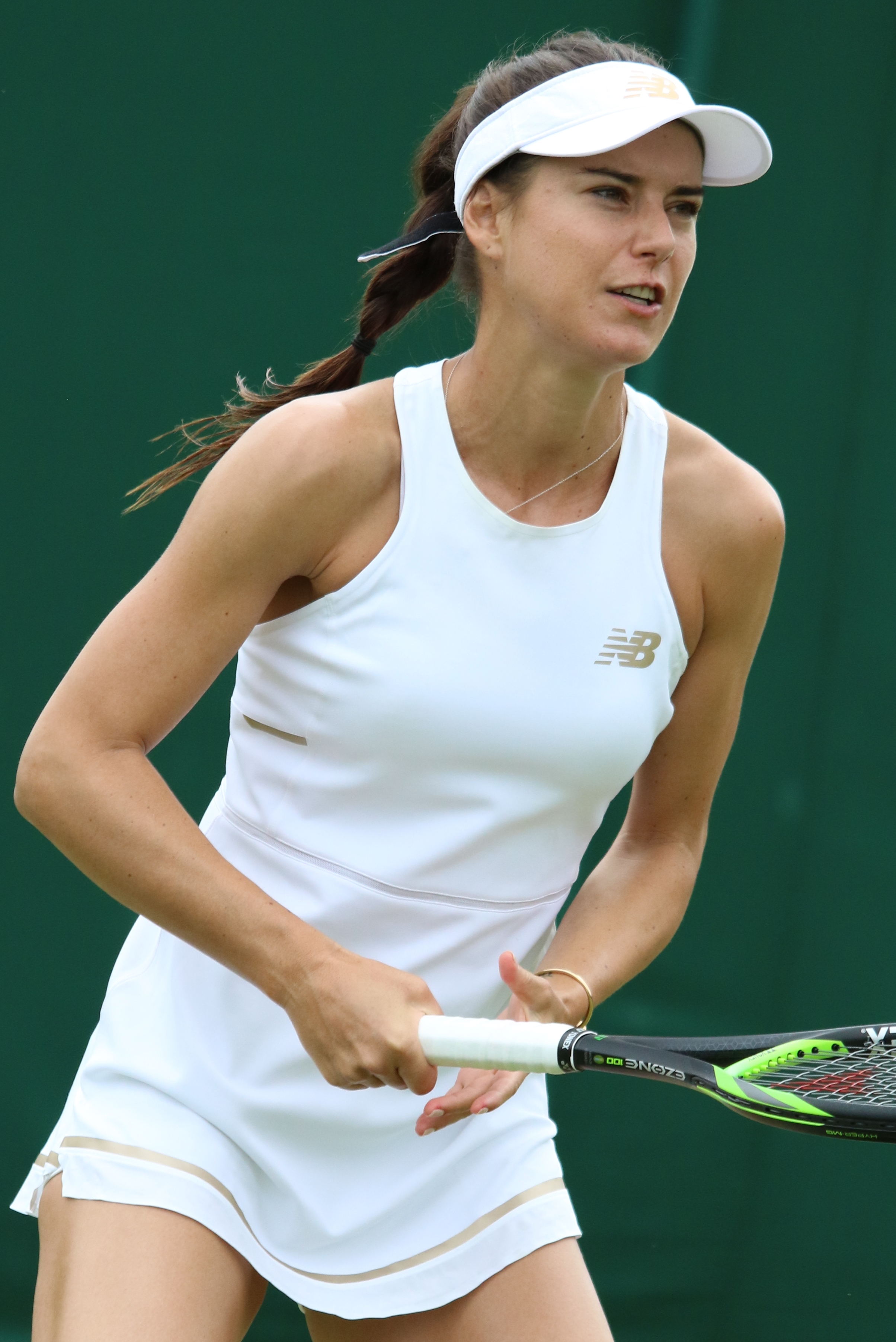
Wimbledon 2019

Sorana Mihaela Cîrstea (Boekarest, 7 april 1990) is een professioneel tennisspeelster uit Roemenië. Cîrstea begon met tennis toen zij vier jaar oud was. Haar favoriete ondergrond is hardcourt. Zij speelt rechtshandig en heeft een tweehandige backhand. Zij is actief in het internationale tennis sinds 2004.

## Loopbaan

### Enkelspel
Cîrstea debuteerde in 2004 op het ITF-toernooi van Boekarest (Roemenië) – zij bereikte er meteen de halve finale. Zij stond in 2005 voor het eerst in een finale, op het ITF-toernooi van Porto Santo (Portugal) – hier veroverde zij haar eerste titel, door de Nederlandse Pauline Wong te verslaan. In totaal won zij negen ITF-titels, de laatste in december 2020 op het $100k-toernooi van Dubai (VAE).
In 2006 kwalificeerde Cîrstea zich voor het eerst voor een WTA-hoofdtoernooi, op het toernooi van Stockholm. Zij stond in 2007 voor het eerst in een WTA-finale, op het toernooi van Boedapest – zij verloor van de Argentijnse Gisela Dulko. In 2008 had zij haar grandslamdebuut, op het Australian Open. Later dat jaar vertegenwoordigde zij Roemenië op de Olympische spelen in Peking. Enkele maanden later veroverde Cîrstea haar eerste WTA-titel, op het toernooi van Tasjkent, door de Duitse Sabine Lisicki te verslaan. In 2013 bereikte zij de finale op het Premier Five-toernooi van Toronto, door achtereenvolgens Caroline Wozniacki, Jelena Janković, Petra Kvitová en Li Na te verslaan – in de eindstrijd was zij niet opgewassen tegen de Amerikaanse Serena Williams. In totaal won zij twee WTA-titels, de andere in 2021 in Istanbul.
Haar beste resultaat op de grandslamtoernooien is het bereiken van de kwartfinale, op Roland Garros 2009. Haar hoogste notering op de WTA-ranglijst is de 21e plaats, die zij bereikte in augustus 2013.

### Dubbelspel
Cîrstea was in het dubbelspel minder actief dan in het enkelspel. Zij debuteerde in 2004 op het ITF-toernooi van Iași (Roemenië), samen met landgenote Ioana Raluca Olaru. Zij stond later dat jaar voor het eerst in een finale, op het ITF-toernooi van Timișoara (Roemenië), samen met landgenote Gabriela Niculescu – hier veroverde zij haar eerste titel, door het Roemeense duo Lenore Lazaroiu  en Ioana Raluca Olaru te verslaan. In totaal won zij negen ITF-titels, de laatste in 2008 in Athene (Griekenland).
In 2006 kwalificeerde Cîrstea zich voor het eerst voor een WTA-hoofdtoernooi, op het toernooi van Stockholm, samen met de Zweedse Johanna Larsson. In 2008 stond Cîrstea voor het eerst in een WTA-finale, op het toernooi van Fez, samen met Russin Anastasija Pavljoetsjenkova – hier veroverde zij haar eerste titel, door twee andere Russinnen, Alisa Klejbanova en Jekaterina Makarova, te verslaan. Enkele weken later had zij haar grandslamdebuut, op Roland Garros samen met Française Aravane Rezaï – zij bereikten er meteen de derde ronde. In 2012 vertegenwoordigde Cîrstea haar land op de Olympische spelen in Londen, aan de zijde van Simona Halep. In totaal won zij zes WTA-titels, de meest recente in 2025 op het WTA 1000-toernooi van Madrid, samen met Anna Kalinskaja.
Haar beste resultaat op de grandslamtoernooien is het bereiken van de derde ronde. Haar hoogste notering op de WTA-ranglijst is de 35e plaats, die zij bereikte in maart 2009.

### Tennis in teamverband
In de periode 2006–2018 maakte Cîrstea deel uit van het Roemeense Fed Cup-team – zij behaalde daar een winst/verlies-balans van 16–13.

## Posities op deWTA-ranglijst
Positie per einde seizoen:
| jaar | rang enkelspel | rang dubbelspel |
| ---- | -------------- | --------------- |
| 2004 | 893            | 659             |
| 2005 | 711            | 639             |
| 2006 | 348            | 292             |
| 2007 | 106            | 200             |
| 2008 | 37             | 46              |
| 2009 | 46             | 50              |
| 2010 | 95             | 87              |
| 2011 | 60             | 69              |
| 2012 | 27             | 226             |
| 2013 | 22             | 316             |
| 2014 | 93             | 136             |
| 2015 | 244            | 472             |
| 2016 | 81             | –               |
| 2017 | 37             | 254             |
| 2018 | 86             | 95              |
| 2019 | 72             | 144             |
| 2020 | 86             | 207             |
| 2021 | 38             | –               |
| 2022 | 38             | 532             |
| 2023 | 26             | 1357            |
| 2024 | 70             | 1191            |

## Palmares
| Legenda                | Legenda                  |
| ---------------------- | ------------------------ |
| Grandslamtoernooi      |                          |
| Olympische Spelen      |                          |
| Year-End Championships |                          |
| tot 2009               | 2009 – 2020 / vanaf 2021 |
| Tier I                 | Premier Mandatory        |
| Tier II                | Premier Five / WTA 1000  |
| Tier III               | Premier / WTA 500        |
| Tier IV & V            | International / WTA 250  |
|                        | Challenger / WTA 125     |

### WTA-finaleplaatsen enkelspel
| nr.              | finale     | toernooi        | ondergrond | tegenstandster      | score         |         |
| ---------------- | ---------- | --------------- | ---------- | ------------------- | ------------- | ------- |
| gewonnen finales |            |                 |            |                     |               |         |
| 1.               | 2008-10-05 | WTA Tasjkent    | hardcourt  | Sabine Lisicki      | 2-6, 6-4, 7-6 | details |
| 2.               | 2021-04-25 | WTA Istanbul    | gravel     | Elise Mertens       | 6-1, 7-6      | details |
| 3.               | 2023-05-07 | WTA Reus        | gravel     | Elizabeth Mandlik   | 6-1, 4-6, 7-6 | details |
| verloren finales |            |                 |            |                     |               |         |
| 1.               | 2007-04-29 | WTA Boedapest   | gravel     | Gisela Dulko        | 7-6, 2-6, 2-6 | details |
| 2.               | 2013-08-11 | WTA Toronto     | hardcourt  | Serena Williams     | 2-6, 0-6      | details |
| 3.               | 2019-09-28 | WTA Tasjkent    | hardcourt  | Alison Van Uytvanck | 2-6, 6-4, 4-6 | details |
| 4.               | 2021-05-29 | WTA Straatsburg | gravel     | Barbora Krejčíková  | 3-6, 3-6      | details |

### WTA-finaleplaatsen vrouwendubbelspel
| nr.              | finale     | toernooi      | ondergrond    | partner                     | tegenstandsters                                    | score             |         |
| ---------------- | ---------- | ------------- | ------------- | --------------------------- | -------------------------------------------------- | ----------------- | ------- |
| gewonnen finales |            |               |               |                             |                                                    |                   |         |
| 1.               | 2008-05-04 | WTA Fez       | gravel        | Anastasija Pavljoetsjenkova | Alisa Klejbanova Jekaterina Makarova               | 6-2, 6-2          | details |
| 2.               | 2008-10-26 | WTA Luxemburg | hardcourt (i) | Marina Erakovic             | Vera Doesjevina Marija Koryttseva                  | 2-6, 6-3, [10-8]  | details |
| 3.               | 2010-05-08 | WTA Estoril   | gravel        | Anabel Medina Garrigues     | Vitalia Djatsjenko Aurélie Védy                    | 6-1, 7-5          | details |
| 4.               | 2011-08-27 | WTA Dallas    | hardcourt     | Alberta Brianti             | Alizé Cornet Pauline Parmentier                    | 7-5, 6-3          | details |
| 5.               | 2019-04-14 | WTA Lugano    | gravel        | Andreea Mitu                | Veronika Koedermetova Galina Voskobojeva           | 1-6, 6-2, [10-8]  | details |
| 6.               | 2025-05-04 | WTA Madrid    | gravel        | Anna Kalinskaja             | Veronika Koedermetova Elise Mertens                | 6-7, 6-2, [12-10] | details |
| verloren finales |            |               |               |                             |                                                    |                   |         |
| 1.               | 2008-08-23 | WTA New Haven | hardcourt     | Monica Niculescu            | Květa Peschke Lisa Raymond                         | 6-4, 5-7, [7-10]  | details |
| 2.               | 2009-04-19 | WTA Barcelona | gravel        | Andreja Klepač              | Nuria Llagostera Vives María José Martínez Sánchez | 6-3, 2-6, [8-10]  | details |
| 3.               | 2009-05-02 | WTA Fez       | gravel        | Maria Kirilenko             | Alisa Klejbanova Jekaterina Makarova               | 3-6, 6-2, [8-10]  | details |
| 4.               | 2010-07-11 | WTA Boedapest | gravel        | Anabel Medina Garrigues     | Timea Bacsinszky Tathiana Garbin                   | 3-6, 3-6          | details |
| 5.               | 2014-10-12 | WTA Tianjin   | hardcourt     | Andreja Klepač              | Alla Koedrjavtseva Anastasia Rodionova             | 7-6, 2-6, [8-10]  | details |

## Resultaten grandslamtoernooien
| Legenda | Legenda                          |
| ------- | -------------------------------- |
| g.t.    | geen toernooi gehouden           |
| l.c.    | lagere categorie                 |
| –       | niet deelgenomen                 |
| G       | uitgeschakeld in de groepsfase   |
| 1R      | uitgeschakeld in de eerste ronde |
| 2R      | uitgeschakeld in de tweede ronde |
| 3R      | uitgeschakeld in de derde ronde  |
| 4R      | uitgeschakeld in de vierde ronde |
| KF      | uitgeschakeld in de kwartfinale  |
| HF      | uitgeschakeld in de halve finale |
| F       | de finale verloren               |
| W       | het toernooi gewonnen            |
| w-v     | winst/verlies-balans             |

### Enkelspel
| toernooi        | 2008 | 2009 | 2010 | 2011 | 2012 | 2013 | 2014 | 2015 | 2016 | 2017 | 2018 | 2019 | 2020 | 2021 | 2022 | 2023 | 2024 | 2025 |
| --------------- | ---- | ---- | ---- | ---- | ---- | ---- | ---- | ---- | ---- | ---- | ---- | ---- | ---- | ---- | ---- | ---- | ---- | ---- |
| Australian Open | 1R   | 1R   | 2R   | 2R   | 3R   | 3R   | 1R   | 1R   | –    | 4R   | 2R   | 1R   | 2R   | 3R   | 4R   | 1R   | 1R   | 1R   |
| Roland Garros   | 2R   | KF   | 1R   | 3R   | 1R   | 3R   | 3R   | –    | 1R   | 2R   | 1R   | 2R   | 1R   | 4R   | 2R   | 1R   | 1R   |      |
| Wimbledon       | 2R   | 3R   | 1R   | 1R   | 3R   | 2R   | 1R   | –    | 1R   | 3R   | 2R   | 1R   | g.t. | 3R   | 2R   | 3R   | 1R   |      |
| US Open         | 2R   | 3R   | 1R   | 1R   | 2R   | 2R   | 2R   | –    | 1R   | 2R   | 2R   | 3R   | 3R   | 2R   | 2R   | KF   | –    |      |

### Vrouwendubbelspel
| Australian Open | –  | 2R | 1R | 2R | 1R | 1R | 1R | 1R | 3R | 2R | 1R |
| Roland Garros   | 3R | 1R | 1R | 1R | 1R | 2R | 1R | 1R | 3R | –  | –  |
| Wimbledon       | 2R | 2R | –  | 3R | 1R | 1R | –  | –  | 1R | 2R | –  |
| US Open         | 2R | 3R | 2R | 2R | 1R | 1R | 2R | 3R | 1R | –  | –  |

### Gemengd dubbelspel
| toernooi        | 2013 |
| --------------- | ---- |
| Australian Open | –    |
| Roland Garros   | 1R   |
| Wimbledon       | –    |
| US Open         | –    |